# Towarzystwo Przyjaciół Lanckorony
Towarzystwo Przyjaciół Lanckorony (TPL) – stowarzyszenie lokalne powstałe w 1962 r. w Lanckoronie. Celami działalności TPL są przede wszystkim ochrona zabytków, pomników i pamiątek związanych z gminą Lanckorona oraz konfederacją barską, promowanie walorów kulturowych i turystycznych Lanckorony. Działania stowarzyszenia podejmowane są głównie na obszarze gminy Lanckorona.

## Cele działania
Statut Towarzystwa Przyjaciół Lanckorony jako główne cele działania wymienia:

1. Przyczynianie się w miarę posiadanych sił i środków do pełniejszego wykorzystania walorów kulturalnych, turystycznych,wypoczynkowych i bytowych Lanckorony.
2. Chronienie od zniszczenia zabytków i pomników przeszłości, oraz świadectwa udziału Lanckorony w dziejach narodu.
3. Ochrona dziedzictwa kulturowego, narodowego i aktywne reagowanie na przemiany społeczne.

## Historia
W dniu 8 września 1962 r. założono Towarzystwo Przyjaciół Lanckorony. Jeszcze w tym roku stowarzyszenie podjęło działania w celu ratowania ruin zamku w Lanckoronie.
W 1967 r. dzięki staraniom TPL utworzono Izbę Muzealną w Lanckoronie, która obecnie nazwana jest imieniem Antoniego Krajewskiego. Obecnie siedziba muzeum znajduje się w budynku przy ul. Rynek 23 (przed wprowadzeniem nowych nazw ulic i numeracji w Lanckoronie obiekt ten posiadał adres ul. Rynek 133). Budynek w latach 60. XX w. remontowano dzięki staraniom TPL. Początkowo przez kilka lat pełnił on rolę kawiarni-świetlicy.
Od 1994 r. Towarzystwo Przyjaciół Lanckorony wydaje Kurier Lanckoroński.
W dniu 20 września 2001 r. Towarzystwo Przyjaciół Lanckorony zostało zarejestrowane w KRS.
W 2007 roku stowarzyszenie zorganizowało I Rajd Szlakami Konfederatów Barskich. Impreza ta promująca historię o Konfederacji Barskiej i jej związkach z Lanckoroną (Bitwa pod Lanckoroną, Obrona Lanckorony) odbywa się raz w roku. W 2020 r. z uwagi na epidemię choroby COVID-2019 kolejny XIV Rajd Szlakami Konfederatów Barskich nie odbył się w planowanym terminie.
22 września 2012 r., w ramach obchodów 50-lecia istnienia stowarzyszenia, TPL zorganizowało konferencję naukową pt. Ziemia Lanckorońska. Dziedzictwo przyrodniczo-kulturowe wczoraj, dziś i jutro.

## Członkowie TPL
Wśród obecnych lub byłych członków TPL znajdują się m.in.:
- prof. Antoni Krajewski – jeden z założycieli TPL, współtwórca Izby Muzealnej w Lanckoronie nazwanej obecnie jego imieniem, inicjator budowy wodociągu w Lanckoronie[2]
- prof. Zbigniew Mirek – botanik, były prezes TPL[10]
- Leopold René Nowak – reżyser, scenarzysta, aktor[11]
- Zofia Oszacka – była wójt gminy Lanckorona
- Kazimierz Wiśniak – scenograf, malarz, rysownik, były prezes TPL[12], były redaktor Kuriera Lanckorońskiego[13], obecnie honorowy redaktor tego kwartalnika[14], autor wielu książek w tym związanych z Lanckoroną m.in. Anioł w miasteczku[15], Lanckorońskie krasnoludki[16], Wśród ludzi i zwierząt Lanckorony[17], a także wykonawca ilustracji do Kuriera Lanckorońskiego oraz innych publikacji, jak np. Izdebnik w legendzie[18].

## Zarząd TPL
Od 2019 r. w skład Zarządu TPL wchodzą:
- Prezes – Anna Leszczyńska
- Wiceprezes – Małgorzata Chyczyńska
- Sekretarz – Andrzej Pawlus
- Skarbnik – Irena Zguda
- Pozostali członkowie zarządu: Krzysztof Bednarek, Zbigniew Lenik, Władysława Rzepa.